# Meierstorf (Upahl)
Meierstorf ist ein Ortsteil der Gemeinde Upahl im Landkreis Nordwestmecklenburg in Mecklenburg-Vorpommern.

## Geografie und Verkehrsanbindung
Meierstorf liegt nordöstlich des Kernortes Plüschow an den Kreisstraßen K 20 und K 21. Die B 105 verläuft nördlich und die A 20 südlich. Östlich liegt der Tressower See.

## Sehenswürdigkeiten
- Nordwestlich liegen die Megalithanlagen Ganggrab von Naschendorf und Großsteingrab Teufelsbackofen.
- Das Wohnhaus in der Dorfstraße 4/5 ist als Baudenkmal ausgewiesen (siehe Liste der Baudenkmale in Upahl#Meierstorf).